# Neostrengeria
Neostrengeria es un género de cangrejos de agua dulce nativo de las montañas del oriente de Colombia y el noroccidente de Venezuela.

## Especies
- Neostrengeria alexae M.R. Campos, 2010
- Neostrengeria appressa M.R. Campos, 1992
- Neostrengeria aspera M.R. Campos, 1992
- Neostrengeria bataensis M.R. Campos & Pedraza, 2008
- Neostrengeria binderi M.R. Campos, 2000
- Neostrengeria botti Rodríguez & Türkay, 1978
- Neostrengeria boyacensis Rodríguez, 1980
- Neostrengeria celioi M.R. Campos & Pedraza, 2008
- Neostrengeria charalensis M.R. Campos & Rodríguez, 1985
- Neostrengeria fernandezi  M.R. Campos, 2017
- Neostrengeria gilberti M.R. Campos, 1992
- Neostrengeria guenteri Pretzmann, 1965
- Neostrengeria lasallei Rodríguez, 1980
- Neostrengeria lassoi M.R. Campos, 2017
- Neostrengeria lemaitrei M.R. Campos, 2004
- Neostrengeria libradensis Rodríguez, 1980
- Neostrengeria lindigiana (Rathbun, 1897)
- Neostrengeria lobulata M.R. Campos, 1992
- Neostrengeria macarenae M.R. Campos, 1992
- Neostrengeria macropa (H. Milne Edwards, 1853)
- Neostrengeria monterrodendoensis (Bott, 1967)
- Neostrengeria natashae M.R. Campos, 2011
- Neostrengeria niceforoi (Schmitt, 1969)
- Neostrengeria perijaensis M.R. Campos & Lemaitre, 1998
- Neostrengeria sketi Rodríguez, 1985
- Neostrengeria tencalanensis M.R. Campos, 1992
- Neostrengeria tonensis M. R. Campos, 1992